# أتيس فال دي روفر (أورن)
أتيس فال دي روفر هي بلدية في أورن، شمال غرب فرنسا.